# سرخاب‌سر الدبرا
سرخاب‌سر الدبرا (نام علمی: Foudia aldabrana) پرنده‌ای گنجشک‌سان از تیرهٔ مرغ جولا (Ploceidae) است. این گونه بومی الدبرا، یک جزیره مرجانی در شمال غربی ماداگاسکار، بخشی از سیشل است. این گونه که در گذشته با سرخاب‌سر کوموری هم‌گونه به‌شمار می‌رفت، اکنون توسط اتحادیهٔ بین‌المللی حفاظت از طبیعت (IUCN) به عنوان گونه‌ای جداگانه شناخته می‌شود. هر دو جنس در بیشتر بخش‌های بدن به رنگ زرد هستند و نرها در هنگام جفت‌گیری، سر و گردنی به رنگ نارنجی-قرمز دارند. این گونه منقار بزرگ و نیرومندی دارد که برای رقابت با دیگر پرندگان الدبرا بر سر غذا از آن استفاده می‌کند. لانه‌سازی طی چند ماه و اغلب در نخل‌های نارگیل و درختان دم‌اسب درختی که به طبیعت معرفی شده‌اند، انجام می‌شود. گونه سرخاب‌سر الدبرا توسط اتحادیه بین‌المللی حفاظت از طبیعت (IUCN) در خطر انقراض قرار دارد و به دلیل شکار لانه‌ها و خشکسالی تهدید می‌شود. دورگه‌زایی با گونه مرتبط سرخاب‌سر سرخ ماداگاسکار در گذشته یافت شده است، اما در حال حاضر خطری برای این گونه به‌شمار نمی‌رود.

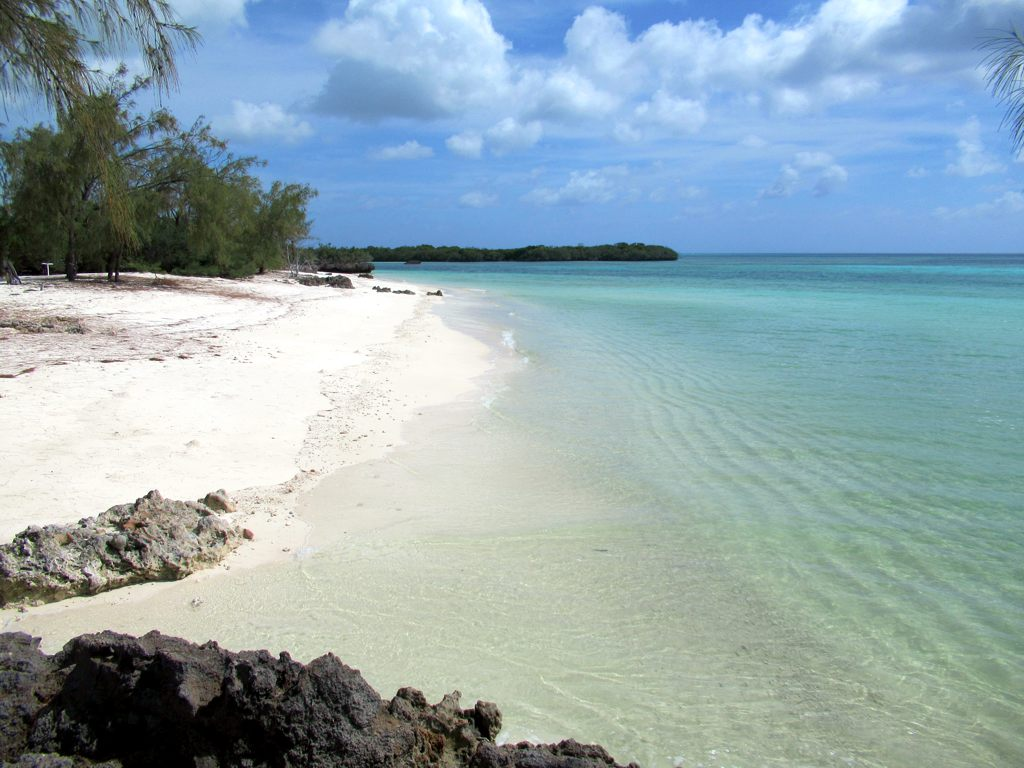
سرخاب‌سر الدبرا بومی الدبرا (ساحل در تصویر)، یک جزیره مرجانی در سیشل است.